# Línia evolutiva de Pawmi
Aquesta línia evolutiva de Pokémon inclou Pawmi, Pawmo i Pawmot.

## Pawmi
Pawmi és una de les espècies que apareixen a la franquícia Pokémon, una sèrie de videojocs, anime, mangues, llibres, cartes col·leccionables i altres mitjans que va ser inventada per Satoshi Tajiri i ha generat milers de milions de dòlars en beneficis per a Nintendo i Game Freak. És de tipus elèctric i evoluciona a Pawmo.
Durant el joc es pot pujar de nivell per a evolucionar-lo una vegada arriba al nivell 18.

### En els videojocs
Va fer el seu debut en el joc Pokèmon Escarlata i Púrpura, per tant va aparèixer per primera vegada en un joc el 18 de novembre de 2022, data de llançament d'aquest videojoc.
Per a aconseguir a Meowth de Galar en el joc Pokémon Escarlata i Pokémon Púrpura hi ha que ajudar a un Pawmi.

## Pawmo
Pawmo és una de les espècies que apareixen a la franquícia Pokémon, una sèrie de videojocs, anime, mangues, llibres, cartes col·leccionables i altres mitjans que va ser inventada per Satoshi Tajiri i ha generat milers de milions de dòlars en beneficis per a Nintendo i Game Freak. És de tipus elèctric, a l'evolucionar de Pawmi a més guanya el tipus lluita.

### En els videojocs
Va fer el seu debut en el joc Pokèmon Escarlata i Púrpura, per tant va aparèixer per primera vegada en un joc el 18 de novembre de 2022, data de llançament d'aquest videojoc.
Per a evolucionar a aquesta criatura hi ha que caminar 1000 pasos amb ell dins del joc, aquesta funcionalitat va ser inclosa en els jocs de novena generació. Una vegada fets els 1000 pasos hi ha que pujar un nivell més.

## Pawmot
Pawmot és una de les espècies que apareixen a la franquícia Pokémon, una sèrie de videojocs, anime, mangues, llibres, cartes col·leccionables i altres mitjans que va ser inventada per Satoshi Tajiri i ha generat milers de milions de dòlars en beneficis per a Nintendo i Game Freak. És de tipus elèctric i tipus lluita. Evoluciona de Pawmo.

### En els videojocs
Va fer el seu debut en el joc Pokèmon Escarlata i Púrpura, per tant va aparèixer per primera vegada en un joc el 18 de novembre de 2022, data de llançament d'aquest videojoc.